# Grace (Marcus Mumford)
Grace is een nummer van de Britse zanger Marcus Mumford uit 2022. Het is de tweede single van zijn eerste soloalbum Self-Titled.
Met "Grace" laat Mumford een ander geluid horen dan met Mumford & Sons en zoekt hij de rock op. Iedere zin in het nummer bevat een uithaal. Muziekcritici vergeleken het nummer met Tom Petty. De tekst is optimistisch; het gaat over over het loslaten van fouten uit het verleden en het vinden van verlossing door genade. "Grace" flopte in Mumfords thuisland het Verenigd Koninkrijk en bereikte ook de Nederlandse Top 40 of Tipparade niet. Wel bereikte het de 6e positie in de Verrukkelijke 15 van NPO Radio 2.

## Tracklijst
- Muziekdownload

1. "Grace" - 4:14